# 陈宗兴
陈宗兴（1943年6月—），男，河南正阳人，中华人民共和国经济地理学家及政治人物，原副国级领导人。曾任北京师范大学教授、博士生导师，陕西省人民政府副省长，西北大学校长，西北农林科技大学校长，中国农工民主党第十二、十三、十四届中央委员会副主席，第十届全国政协常委、副秘书长，第十一届全国政协副主席。现任中国生态文明研究与促进会会长。

## 生平
1962年，陈宗兴考入北京师范大学地理系学习。受文革影响，1967年毕业后，留校等待分配工作。一年后，陈宗兴分配到解放军8402部队农场劳动锻炼；1970年，调西北电力建设局子弟中学，任地理课教师；直到“文革”结束。
在国家恢复招收研究生考试后，1979年陈宗兴回到北师大攻读硕士学位。毕业后，被分配到西北大学地理系任教。此后，历任西北大学地理系副主任、主任，校科研处处长、教务长；1994年12月升任副校长；一年后出任校长。在学术上，陈宗兴曾获中国科学院科技进步一等奖（为子项目负责人），并享受政府特殊津贴。
1997年4月加入中国农工民主党。1997年5月，出任西安市人民政府副市长；并由此进入政界。1998年至2003年，一直担任中国农工民主党中央委员会副主席、兼农工民主党陕西省委主任委员，陕西省人民政府副省长的职务。在此期间，还曾兼任杨凌农业高新技术产业示范区管委会主任，西北农林科技大学校长，陕西省地理学会理事长等职。
2003年3月，当选第十届全国政协常委，并兼任副秘书长；同时担任陕西省政协副主席。2005年3月，陈宗兴辞去了农工民主党陕西省主委的兼职；2007年12月，在农工民主党第十四届全国大会上，当选中央常务副主席；次年3月，在第十一届全国政协一次会议上，当选全国政协副主席；跻身党和国家领导人行列。

## 学术成就
陈宗兴主要从事经济地理学、及城乡与区域规划的研究工作。曾先后主持承担过国家自然科学基金会资助项目、国家“七五”及“九五”科技攻关项目、陕西省“八五”及“九五”科技攻关项目等多项科研研究课题，发表学术论文60多篇，出版著作及译者14部。曾获中国科学院科技进步一等奖、陕西省科技进步三等奖，享受政府特殊津贴。